# دار الطباعة هيليو فوجيرار
دار الطباعة هيليو-فوجيرار إس.إيه. مطبعة تقع في نهاية ممر رونسين في الدائرة الخامسة عشرة في باريس. قامت بطباعة مجلات مثل فيمينا [الإنجليزية]، وكذا الكتب، بالإضافة إلى أولى الطوابع باستخدام تقنية طباعة الروتوغراف عام 1931. في عام 1906، كان يعمل فيها حوالي 300 عامل.

## التاريخ

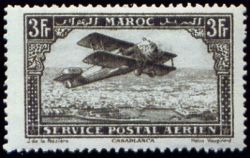
منتج مطبوع من مطبعة هيليو فوجيرار.

يعود اسم "فوجيرار" إلى تسمية جغرافية اختفت بعدما أُدمجت المنطقة في الدائرة الخامسة عشرة في باريس عام 1860. كما أن الاسم مُرتبط بشارع "شارع فوجيرار"، الذي يُعتبر أطول شارع داخلي في باريس بطول يزيد عن أربعة كيلومترات. كما يشير اسم الشركة إلى تقنية الطباعة الجديدة ظهرت في ذلك الوقت. مع اختراع تقنية الحفر الضوئي في أواخر القرن التاسع عشر، أصبحت شركات مثل جون وود في إنجلترا عام 1901 وبروكمانفي ميونيخ عام 1903 من الرواد في هذا المجال. بعد ذلك بفترة قصيرة، تخصصت الشركة في هذه التقنية. كما أدت تحسينات جودة الورق إلى إنتاج مطبوعات بجودة أفضل.
تأسست الشركة المساهمة في 30 يونيو 1897، وكان مقرها في العنوان: 152، شارع فوجيرار، زاوية 12، ممر رونسين.
على هامش المطبوعات كانت توجد معلومات عن دار الطباعة، وكان يُقرأ منها: هليو-فوجيرار باريس، ه.ف. باريس، ه.ف.باريس، هليو فوجيرار باريس، هليو-فوجيرار، باريس أو مطبعة فوجيرار.
منذ عام 1913، تم إنتاج الطوابع البريدية باستخدام تقنية التدرج النقطي (التقنية المطبعية باستخدام النقاط المتدرجة)، أولًا في شركة بريدامور سينهارت وشركاه، وفي نفس الوقت أيضًا في دار بروكمان للنشر، وكلاهما كان يقع في ميونيخ.
من 1917 حتى 1951، قامت هيليو فوجيرار بطباعة العديد من مجموعات الطوابع البريدية لعدد من إدارات البريد، وخاصة للمناطق التي كانت تحت الاحتلال الفرنسي، مثل محمية سار، بالإضافة إلى طوابع لعدة دول أخرى مثل المغرب، سوريا، لبنان، مدغشقر، فيتنام ودول أخرى.
تم حل الشركة في عام 1939.